# Зеленин, Владимир Филиппович
Влади́мир Фили́ппович Зеле́нин (16 [28] июня 1881, с. Красное, Малоархангельский уезд, Орловская губерния  — 19 октября 1968, Москва) — советский терапевт-клиницист, доктор медицинских наук, действительный член Академии медицинских наук СССР (1944), заслуженный деятель науки РСФСР (1946), автор знаменитых капель Зеленина. Научные интересы В. Ф. Зеленина были связаны с кардиологией.

## Биография

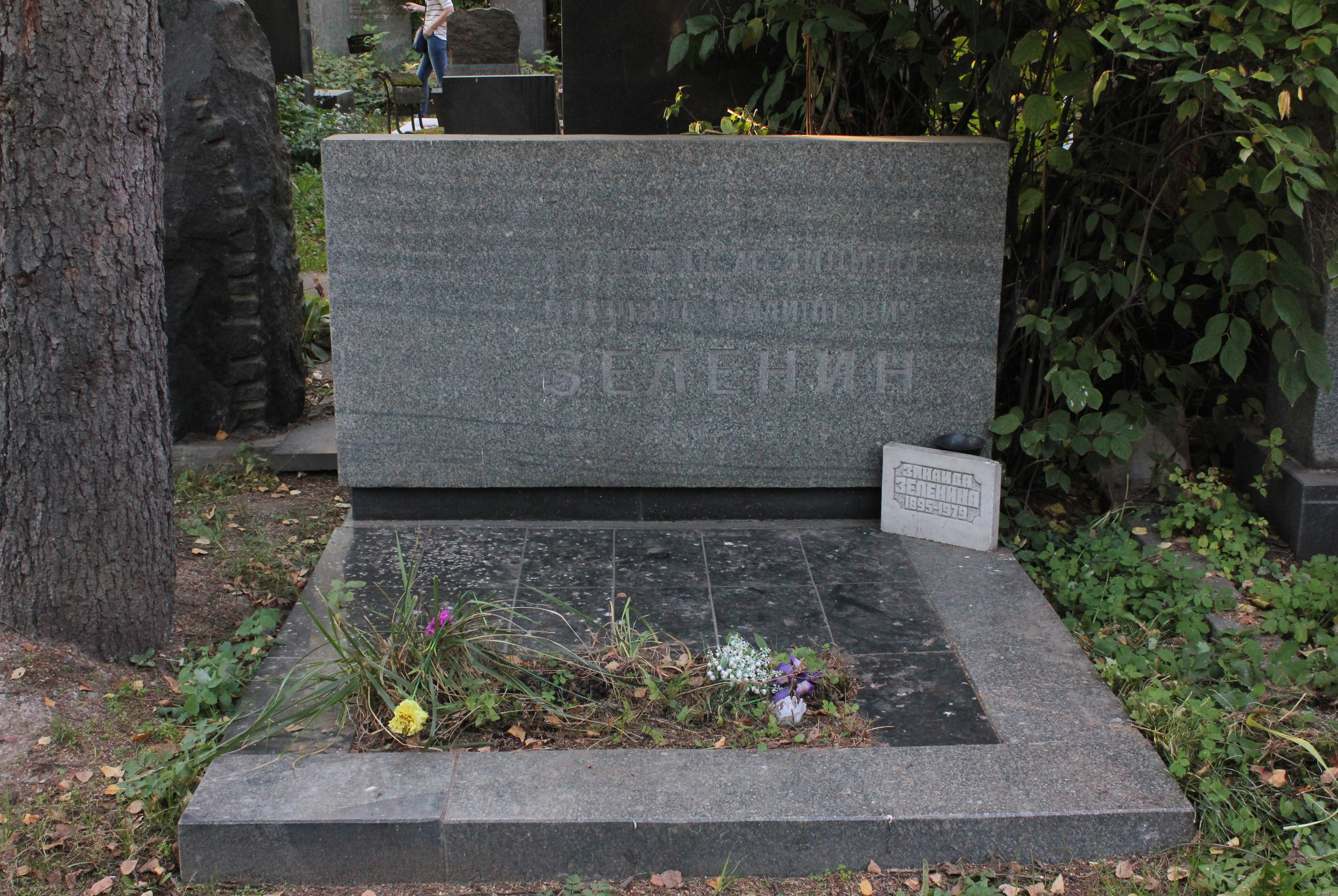
Могила В. Ф. Зеленина на Новодевичьем кладбище Москвы

Среднее образование получил в орловской гимназии.
В 1900 году поступил в Военно-медицинскую академию, откуда в 1902 году был исключён из-за участия в революционном движении и последующего ареста и трёхмесячного заключения. Продолжил обучение и в 1907 году окончил медицинский факультет Московского университета. В 1907—1911 годах служил младшим врачом артиллерийской бригады. Одновременно с прохождением военной службы проводил в Ново-Екатерининской больнице диссертационное исследование под руководством директора Фармакологического института при Московском университете С. И. Чирвинского.
В 1911 году защитил докторскую диссертацию на тему: «Изменение электрокардиограммы под влиянием фармакологических средств группы дигиталина». После защиты диссертации командирован Московским университетом в Германию «для усовершенствования по внутренней медицине», где в 1911 году в клинике А. Гофмана (Дюссельдорф) проводил исследования с одновременной регистрацией электрокардиограммы, фонокардиограммы и пульса сонной артерии для количественной оценки структуры сердечного цикла. В 1913—1917 годах — приват-доцент медицинского факультета Московского университета.
В 1918—1919 годах организовал Государственную высшую медицинскую школу (с 1921 — Московский, а затем 3-й медицинский институт), которую возглавил. В 1924 году основал и стал первым директором Клинического института функциональной диагностики и экспериментальной терапии (позже переименованный в Медико-биологический институт). В 1934 году В. Ф. Зеленину была присвоена степень доктора медицинских наук.
В 1941—1943 годах — консультант эвакогоспиталя Омского военного округа. В сентябре 1943 года возвратился в Москву из эвакуации.
В 1944 году утверждён действительным членом Академии медицинских наук СССР. В том же 1944 году стал директором Института терапии АМН СССР. В 1944—1945 годах — Главный терапевт Наркомздрава СССР.
Владимир Зеленин был первым русским клиницистом, применившим электрокардиографию как метод исследования сердца. С 1929 по 1952 год возглавлял кафедру госпитальной терапии 2-го Московского медицинского института им. И. В. Сталина.
Поддерживал трёхступенчатый подход к обучению врачей: пропедевтика, факультетская и госпитальная клиники. Стал одним из первых внедрять кино в медицинское образование.
В 1947 году издал первый учебное пособие по терапии — «Учебник частной патологии и терапии внутренних болезней».
Проходил по «делу врачей» — 8 января 1953 года был арестован. Реабилитирован в апреле того же года.
Последние 15 лет его жизни прошли в работе над руководством по болезням сердечно-сосудистой системы, в общении с любимыми книгами и друзьями, в кругу семьи. Заключительный научный труд В. Ф. Зеленина «Болезни сердечно-сосудистой системы» (1956) подвёл итоги развития отечественной кардиологии в первой половине XX века.
Похоронен на участке 7 А (5-й ряд) Новодевичьего кладбища г. Москвы.

## Память
В 2012 году было принято решение одну из новых улиц в Заводском районе города Орла назвать в честь В. Ф. Зеленина.

## Зелёная лягушка в БСЭ
В 16-м томе второго издания Большой советской энциклопедии (с. 616) была помещена статья «Зелёная лягушка», которая начиналась словами:
ЗЕЛЁНАЯ ЛЯГУШКА, прудовая лягушка (Rana esculenta) — бесхвостое земноводное из рода настоящих лягушек <…> Питается насекомыми и др. мелкими беспозвоночными. Зимует на дне непромерзающих водоемов
На первый взгляд, самая обычная статья. Однако в биологической систематике вида «зелёная лягушка» не существует. Ранее прудовая лягушка обозначалась как Rana esculenta Linnaeus, 1758. Однако в действительности она оказалась гибридом между собственно прудовой (Pelophylax lessonae) и озёрной (Pelophylax ridibundus). Размещение этой статьи в таком солидном издании объясняется следующим. Вскоре после подписания тома в печать (18 октября 1952 года) по «делу врачей» был арестован академик В. Ф. Зеленин. Статью о нём было решено изъять и, чтобы не оставлять пустоты на странице в уже набранном томе, сотрудники издательства придумали зелёную лягушку. В третьем издании БСЭ данной статьи уже не было, а была статья «Настоящие лягушки».